# Ánimas
Ánimas è un film del 2018 diretto da José F. Ortuño e Laura Alvea. 
Il film, distribuito da Netflix, è un thriller/horror presentato durante l'edizione del 2018 del Sitges.